# ポール・ワイト
ポール・ワイト（Paul Wight、1972年2月8日 - ）は、アメリカ合衆国の男性プロレスラー。
本名、ポール・ワイト二世（Paul Donald Wight Ⅱ）。サウスカロライナ州エイキン出身。フロリダ州タンパ在住。AEW所属。
WCW在籍時にはザ・ジャイアント（The Giant）、WWEではビッグ・ショー（Big Show）のリングネームで活動していた。その体の大きさで有名なレスラーで身長213cm、体重200kgの体躯を誇り、世界最大のアスリートや大巨人の異名を持つ。

## 来歴

### WCW
大学まではバスケットボールの選手として活躍。ハルク・ホーガンにスカウトされ、ラリー・シャープのプロレスラー養成所「モンスター・ファクトリー」で7か月間に渡ってトレーニングを積む。その後、WCWのトレーニング機関であるWCWパワープラントでの再トレーニングを経て、1995年にプロレスデビューを果たす。
WCWでの公式デビュー戦（10月29日）でいきなりホーガンからWCW王座を奪取する快挙を見せた。WCW時代のリングネームはザ・ジャイアントで、アンドレ・ザ・ジャイアントの息子と称していた。翌年4月にはリック・フレアーを破り二度目の王座を獲得したが、同年7月よりWCWでnWoが結成されるとホーガンに王座を奪われた。自身もnWoに加入、程なくして脱退後は正規軍側の主力として活躍を見せるも再びnWoに加入。
提携先の新日本プロレスにも招聘され、巨体ながらコーナーポストからのミサイルキックを放つなど、運動能力の高さを見せていた。

### WWF / WWE
1999年2月にWWF（現在のWWE）に移籍。当時ヒールとしてストーンコールド・スティーブ・オースチンと抗争中であったビンス・マクマホンの刺客として、突如リングの下からマットを破って現れるという衝撃のデビューであった。WWFに移籍後、リングネームを"ビッグ・ショー" ポール・ワイトに変更。このニックネームが後に正式なリングネームとなり、現在も用いている。このころにはホーガンのパロディを演じるなど、コミカルなキャラクターの一面を見せていたことがある。
10月にはトリプルH、ザ・ロックとの試合を制し WWF世界王座を奪取。ジ・アンダーテイカーとのタッグやビッグ・ボスマンとの抗争後、2000年に体重オーバーを理由に一時OVW行きを宣告された。
2002年の番組分割時にRAWにドラフト6位で指名されるが、同年秋に当時GMのエリック・ビショフとの衝突によりSmackDown!へ移籍する。ポール・ヘイマンと組んでブロック・レスナーを破りWWE王座を奪取。
2005年2月5日のテレビショーさいたまスーパーアリーナ大会「ROAD TO WRESTLEMANIA 21 JAPAN TOUR」において、観戦していた曙を、「日本のビッグ・ショー」と公言して意気投合。同年4月3日のWrestleMania 21において曙とスモー・マッチを実現。7月のハウス・ショーさいたま大会ではタッグも組んでいる。
2005年のドラフトにてRAWに移籍。タブー・チューズデイではケインと組み、世界タッグ王座を獲得した。
2006年、スピリット応援団に世界タッグ王座を奪われるとケインと仲間割れ、その頃ケインは「5月19日（メイ・ナインティーン）」という言葉を聞くと状況に構わず逆上してみせるようになり、これをアングル化してケインと抗争。その後WWE vs ECWの抗争が始まると、WWEを裏切りECWの仲間入りを果たした。

### ECW移籍
その後、ECW世界ヘビー級王者のロブ・ヴァン・ダムに挑戦。ロブ・ヴァン・ダムのマネージャーについていたポール・ヘイマンの裏切りを受けて、同王座を獲得。WCW、WWE、ECW全ての世界王座を獲得した唯一の選手となった。ECW入りしてからは、ECW本来の環境に親しみ、流血戦とも真っ向から向き合うようになった。
マクマホン親子の用心棒としてD-Xとも抗争。12月3日の新生ECW初の単独開催PPVディセンバー・トゥ・ディスメンバーの6人参加凶器エリミネーション・チェンバー・マッチでボビー・ラシュリーに敗れ王座を失い、直後の12月7日のECWでのラシュリーとの再戦に敗れリングから姿を消す。この裏には以前から苦しんでいた背中の痛みの問題があった。

### WWE復帰・2007年 - 2009年
2007年2月末に契約満了に伴いWWEを正式退団。その後、2007年4月27日に米テネシー州メンフィスで行われたハルク・ホーガンの自主興行で復帰するも、レッグドロップからの3カウントで敗北。
2008年2月に行われたノー・ウェイ・アウトにてWWEへ復帰。そのリング上でプロボクサーのメイウェザーに顔面を殴られ鼻を骨折させられた このことからメイウェザーとの抗争に入り、WrestleMania XXIVで対戦したがメリケンサックで顎を殴られ敗北した。9月のアンフォーギヴェンでヴィッキー・ゲレロを葬ろうとしたジ・アンダーテイカーを殴打してテイカーを失神させた。それによりテイカーとの抗争を開始し、10月ノー・マーシーでも、テイカーに勝利し、トリプルHの持つWWE王座への挑戦権を得るが、王座戦でテイカーの乱入により王座奪取に失敗する。サイバー・サンデーではファンの投票によりラストマン・スタンディング・マッチでテイカーと勝負が決定するが敗れる。その後のスマックダウンで金網戦でテイカーに敗れ抗争は終了する。
2009年のドラフトでRAWへ移籍し、この少し前から対立状態にあったジョン・シナと本格的に抗争を開始する。この抗争はエクストリーム・ルールズで決着がつき、以降はUS王者のコフィ・キングストンに狙いを定める。
7月のナイト・オブ・チャンピオンズでは6パック・チャレンジ形式のUS王座戦への参加が決定していたが当日の第一試合の統一タッグ王座戦のクリス・ジェリコのパートナーと発表され、ジェリコと共にレガシーから王座を防衛する（6パック・チャレンジ形式のUS王座戦には代わりにプリモが出場）。翌日のRAWではゲストホストを務めたシャキール・オニールと険悪な関係になり、統一タッグ王者組とクライム・タイムのメイン戦（ビッグ・ショーの反則負け）後に特別審判員を務めていたシャックと掴み合いになるが、リング外に突き飛ばされた。
10月にはジェリコを破り、ブラッギング・ライツの番組対抗戦のチームRAWの一員となる。対するチームスマックダウンの主将がジェリコであったため、一時的に両者の関係が微妙なものとなった。しかしPPV当日、試合終盤で突如チームメイトであるコフィ・キングストン、トリプルHを立て続けに襲撃し、結果的にジェリコ率いるチームスマックダウンを勝利に導いてしまう。翌日のRAWでは、スマックダウンの勝利をアシストしたためにジ・アンダーテイカーの世界ヘビー級王座戦第一挑戦者となったことを明かした。11月のサバイバー・シリーズでトリプルスレット形式の王座戦に挑んだが王座獲得とはならなかった。7月の統一タッグ王座獲得以来様々なタッグを相手に王座を防衛してきたが12月のTLCでのTLC戦でD-ジェネレーションXに敗れ王座を失った。

### 2010年 - 2012年
2010年の2月にはザ・ミズとタッグを組み再び統一タッグ王者となる。しかし4月26日のRAWでハート・ダイナスティに敗れ王座を失う。そして同日行われたドラフトでスマックダウンに移籍するとともにベビーターンする。
移籍後はCMパンクが丸坊主を隠すために被っていたマスクを剥ぎ取ったことをきっかけに、ストレート・エッジ・ソサエティ（CMパンク & ルーク・ギャローズ & セリーナ & ジョーイ・マーキュリー）と抗争を開始する。8月15日のサマースラムでパンク & ギャローズ & マーキュリーとの1対3のハンディキャップ・マッチに臨み、勝利した。その後もパンクらを圧倒して抗争は終了した。
10月24日のPPVブラッギング・ライツではチームを結成し、ザ・ミズ率いるチーム・RAWと対戦し勝利した（自身はカウントアウトにより退場）。
2011年に入ってからはRAWから移籍してきたウェイド・バレット率いるザ・コアとの抗争を開始。抗争と同時期の2月、PPV「エリミネーション・チェンバー」の世界ヘビー級王座戦に出場するも、2番目に脱落。王座戦後はコアとの抗争を継続し、その後はケインとのタッグでコアが所持していたタッグ王座を奪取した。
コアの解散後はネクサスのデビッド・オタンガ＆マイケル・マクギリカティ組とのタイトルマッチにて王座から陥落。タッグ戦試合後にアルベルト・デル・リオの専属リングアナであるリカルド・ロドリゲスからひき逃げされたことからデル・リオとの抗争に入り、キャピタル・パニッシュメントでのデル・リオとのシングルマッチが行われたが、マーク・ヘンリーの乱入によって負傷し敗戦した。ヘンリーとの抗争中に怪我で欠場し、復帰後の12月18日のPPVTLCにてヘンリーとのチェアーマッチに勝利し、9年ぶりに世界ヘビー級王座（WWEヘビー級以来。世界ヘビー級は初）を獲得した。しかし、試合直後のヘンリーとの乱闘に乗じて、ダニエル・ブライアンがマネー・イン・ザ・バンクの挑戦権を行使し、そのままフォールされてしまい、一瞬にして王座から陥落した(在位期間45秒）。再戦権によるブライアンとのタイトルマッチにおいて、1度はマーク・ヘンリーの乱入により反則負けとなり、2度目もブライアンのセコンドについたAJと衝突してギミック上の重傷を負わせたことでブライアンから激しく非難・罵倒された。このことや、ヘンリーも再戦権を行使したことでブライアンとヘンリーの三つ巴の抗争を開始。2012年ロイヤルランブルにてブライアンに敗れ、抗争は終了した。
エリミネーション・チェンバー世界王座戦にてバレットとコーディ・ローデスによって脱落させられ、さらにレッスルマニアWWE王座挑戦者決定戦でもローデスの妨害で敗れた。そしてローデスが『大巨人は大舞台の祭典に弱い』等と挑発し続けたことから、ローデスとの抗争を開始。レッスルマニアでIC王座を獲得する。その後すぐ再戦となり、エクストリームルールズのテーブル戦でローデスがIC王座に返り咲いた。その次の再戦(反則で逃げられた)後、RAWとスマックダウンの両GMとなったジョン・ロウリネイティスの声を馬鹿にした発言をしたことで怒りを買い、侮辱された挙句クビにされ、オーバー・ザ・リミットにてジョン・ロウリネイティスと戦っているシナを裏切り、6月のRAWでヒールターンをした。理由は、ロウリネイティスに不条理にクビにされた直後、観客や他のレスラーが何事もなかったかのように動いていたためだという。その後、「怒れる大巨人」として圧倒的なパワーでWWE王座戦線を戦い続けていたが、王座取得ならず。
そのあとすぐに世界王座戦線に進出し、シェイマス相手にヘル・イン・ア・セル(試合形式は普通）にて王座奪取。しかし直後に貫禄を無くし、シェイマスから逃げ回るような言動が増える。それでも王座は守り抜いた。

### 2013年 - 2015年
2013年1月のスマックダウンでアルベルト・デル・リオとラストマン・スタンディング戦に敗れ王座陥落。その後もヒールとして活動、レッスルマニアでは一時的にシールド戦のためにベビーのオートンやシェイマスと組んで戦ったが敗戦し、試合後にオートンやシェイマスを襲った。
オートンとの抗争に敗れた後に負傷欠場するが、シールドに襲われたRVDやヘンリーを救うべく完全なベビーとして復帰。しかし、トリプルHのブライアンに対する悪行を非難したことで立場を危うくし、『家族を養うために』言いなりとなり、トリプルHやステファニー・マクマホンに敵対するものを攻撃する。
10月6日のPPV、バトルグラウンドで、WWE王座戦にステファニーにブライアンを殴るように仕向けられる。乱入して実際にブライアンを殴り倒したが、オートンをも殴りつけ、勝者のいないまま王座戦を終了させてしまった。それにより翌日のRawでステファニーに解雇を言い渡されるが解雇を不当、また巨体に関して言及されたことを差別的扱いとするなどしてWWEを訴える構えを見せた。取締役会で、彼が会社を訴えないように望んでいるものは何でも与えるように決まったことで11月4日トリプルHとステファニーはリングの上で、彼の復職の要求と、サバイバーシリーズでのWWE王座戦を飲むことになる。
しかし実際の王座戦終盤で、不意に現れたトリプルHとステファニーに気を取られオートンに敗れた。
12月にはレイ・ミステリオと組みタッグ王座戦線に移行、4wayイリミネーション形式の王座戦では敗れるがその後の通常タッグ戦で王者組のローデス兄弟を破るが、王座戦は行われずに2014年を迎え、ブロック・レスナーに挑戦。ロイヤルランブル内で行われた試合に臨むが、試合開始直前に椅子で何度も叩かれた挙句に敗れ、試合終了後も滅多打ちにされた。この影響から数ヶ月休養。3月7日のスマックダウンでダニエル・ブライアンと組んでバティスタとケイン戦で復帰。その後マーク・ヘンリーと組みワイアット・ファミリーと戦ったり、タッグ王座戦線に乗り出したりもしたが、アメリカ批判を続けるルセフとの抗争にヘンリーに続く形で移行、しかし敗れ、さらにヘンリーの裏切りもうけて関係は破綻。11月のサバイバー・シリーズでチーム・シナの一員としてチーム・オーソリティーと対決し、開始早々敵チームのヘンリーをパンチ一発で倒す活躍を見せるものの、途中でチームピンチになったことでシナを裏切りオーソリティーに取り入った（結果、チーム・シナが勝つが）。翌日のRAWで自身の行いを謝罪するも、途中から癇癪を起こしてヒールターンした。
2015年3月29日、WrestleMania 31のアンドレ・ザ・ジャイアント・メモリアル・バトルロイヤルに出場。終盤にダミアン・ミズドウを脱落させて優勝を飾った。
2020年4月6日、Netflixにてドラマ初主演作となる、「ビッグ・ショーのファミリー・ショー」（原題: The Big Show Show）に出演した。
2021年1月、WWEと契約更新に至らずにWWEを退団した。

### AEW移籍
2021年2月24日、AEWと契約したことが明かされた。レスラーとして活動するだけで無く、解説者としても活動している。

## スタイル
ストーリーに応じてヒール、ベビーフェイスとどちらの役割も演じている。ハルク・ホーガンのモノマネを得意とし、ベビー時には「ショースター」なるパロディキャラに変身したこともある。

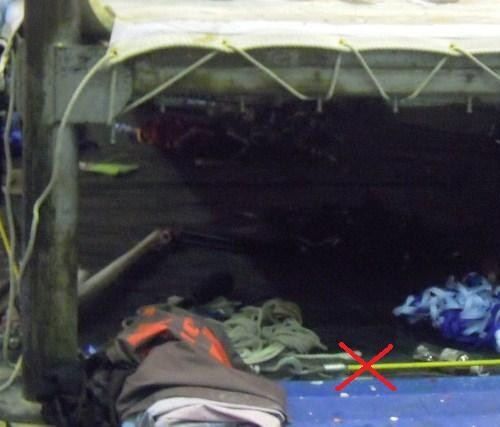
リング下のワイヤー
これが破断し、リング崩壊に繋がった。
（画像は別の団体のリング）

スマックダウンでは、その巨体のため、ブロック・レスナーやジョン・シナとの抗争の中彼らに投げられることが試合の見所となっていた。中でも、2003年6月・フロリダ州オーランド大会での対レスナー戦において雪崩式ブレーンバスターで投げられた直後、リング下を結んでいたワイヤーが着地の際の衝撃で切れ（フジTVでのDDT社長・高木三四郎の解説による）、リングが崩壊したシーンは今もなお語り草となっている。後に演出であるとWWEのシェイン・マクマホンが説明しているが、この事態はプロレス史上初の出来事とされている。
また、2011年10月のPPV大会ヴェンジェンスでは世界ヘビー級王座戦に挑戦者としてマーク・ヘンリーと対戦するも、再び雪崩式ブレーンバスターで投げられた直後にリングが崩壊した。この一件にて崩壊したリングにてアルベルト・デル・リオvsジョン・シナのラストマン・スタンディング・マッチによるWWE王座戦が行われた。
さらに2017年4月のRAWにてブラウン・ストローマンと対戦して、雪崩式ブレーンバスターで投げられた直後にリングが崩壊。三度目のリング崩壊となった。
2007年のWWE退団後は体の負担を和らげるため減量に励み体重を約100lb（約30kg）落とすことに成功、シャープな体型へと変貌していたが、しかし2008年のメイウェザー戦を控え計量したところ既に20kg増量していた。
かつてのアンドレ・ザ・ジャイアントなどに代表される巨漢のレスラーは、その重過ぎる体重ゆえに全身にかかる負担も大きく、また暴飲暴食の影響により重度の内臓疾患を抱えるなどして早死にするケースが多い（前述のアンドレも46歳で死亡した）。そのため、ワイト自身も過去のインタビューにおいて「自分も（過去の巨人レスラー達と同じく）長生きはできないことを悟っている」と語ったことがある。

## 得意技

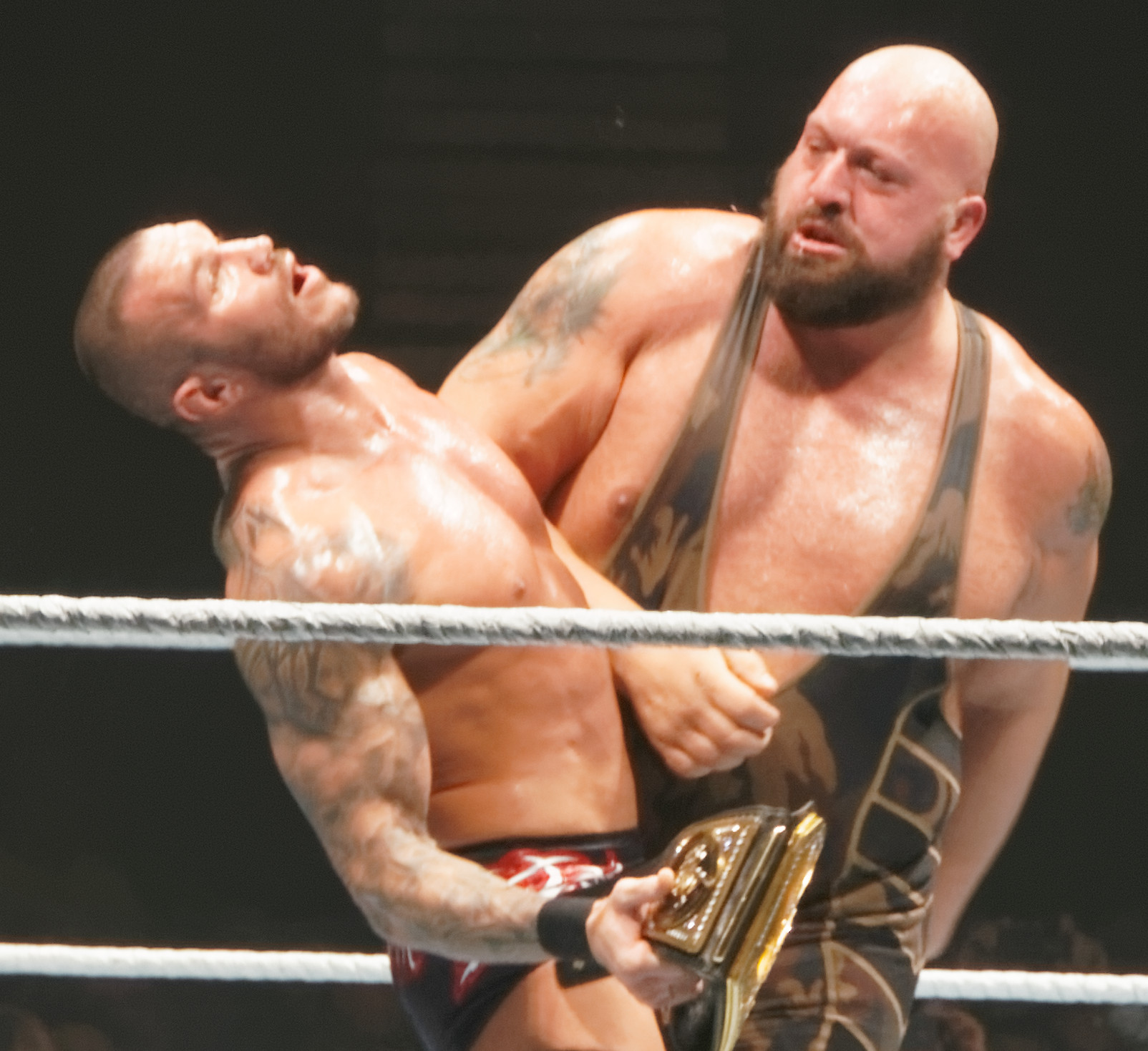
WMD

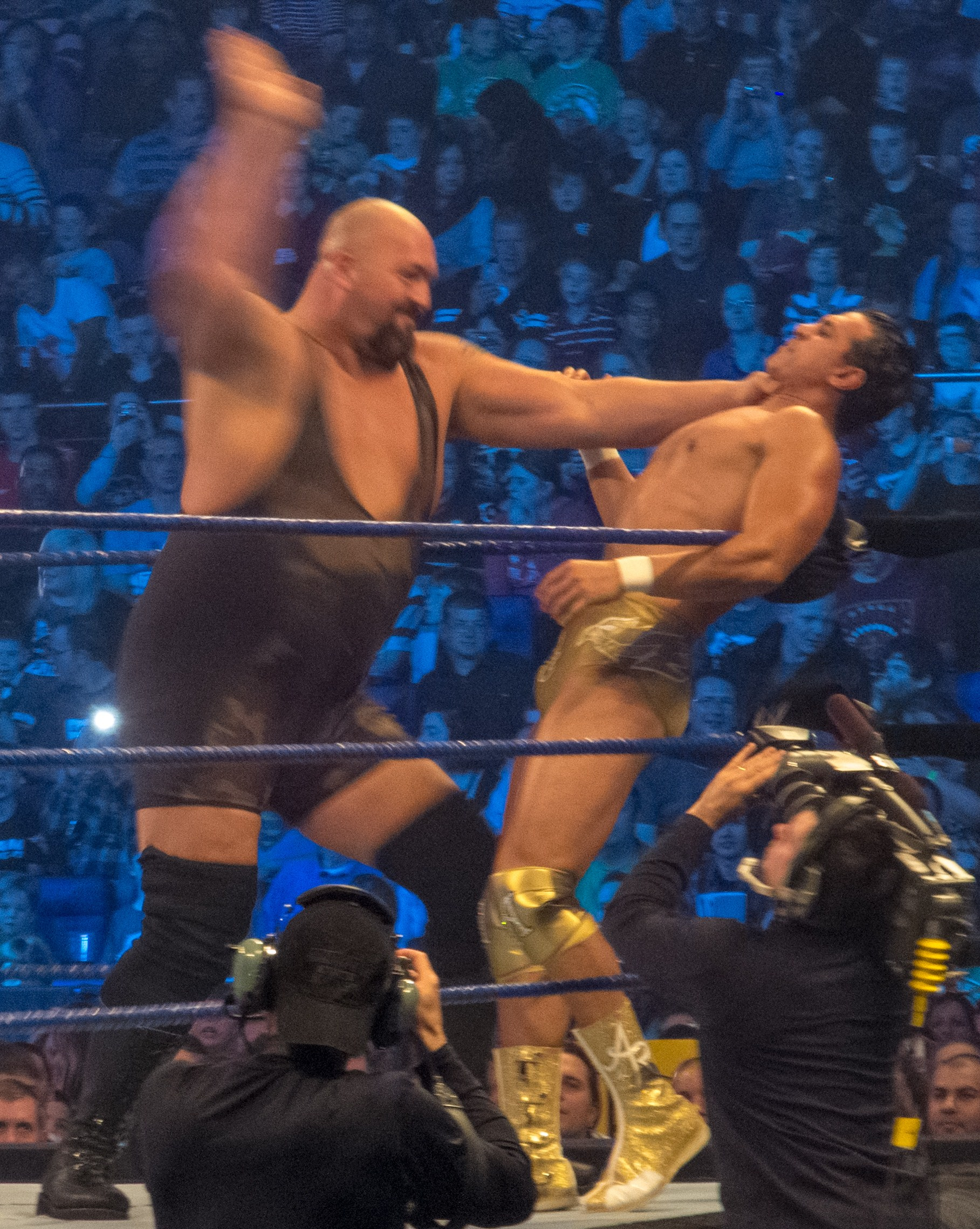
チョップ・スマッシュ

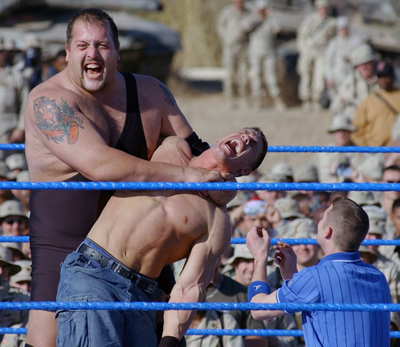
ジョン・シナに仕掛けるアブドミナル・ストレッチ

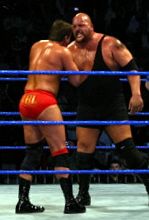
JBLにチョークスラムを仕掛ける

### フィニッシュ・ホールド
ジャイアント・チョークスラム
プロレス界一番の巨体を誇る彼が「ザ・ジャイアント」時代に開発した唯一無二の必殺技。プロレス史上、最高高度（240cm）まで持ち上げられて、最も滞空時間（3秒半）が長く、腕に体重（193kg）を乗せて膝をつくように落とされるため、プロレス界の投げ技の中では、群を抜いてトップレベルの破壊力。現在は危険すぎてほとんど使用されておらず、封印状態にある。
ビッグ・ショー時代は、ショーストッパーと呼ばれるようになった。
チョークスラム
ジャイアント・チョークスラムと違う、ごく普通のフォームで放つチョークスラム。晩年ジャイアント・チョークスラムを封印してから使用。
WMD（ノックアウトパンチ）
2012年後半からは、単にKOパンチという名前でよばれることがほとんどである。
現在のフィニッシャー。顔面へ強烈な右フックを叩き付ける。この技をまともに受けたレスラーは一発KOで試合終了後も失神している場合が多い。
技名は大量破壊兵器 (Weapons of Mass Destruction)に由来する。
コロッサルクラッチ
キャメルクラッチと同型の技だが通常とは比べ物にならない破壊力を持ち、この技で試合が決まることもある。
コブラクラッチ・バックブリーカー
同じく身長2ｍ越えのジャイアント馬場 が開発した技。ECW在籍時にヒールターン した時に使用したフィニッシャー。
DXを駐車場で襲撃した際には、ショーン・マイケルズをこの体勢から車のボンネットに叩き付けた事もある。
ファイナル・カット
一時期のみ使ったフィニッシャー。
ドラゴンスリーパーの体勢から、相手の頭部を離すと同時に自分の体を反転させ、その遠心力を利用して自分の片腕（相手の頭部を抱えていなかった腕）を相手の喉元にエルボー・ドロップで叩き付けて、その瞬間に自分の体を背中からマットへ倒し込み、その勢いを利用して相手を背面からマットへ叩き落とす技。
カズ・ハヤシとグレゴリー・ヘルムズが同名の技を使用している（両者共ビッグショーのとは形が多少異なる）。
相手を負傷させてしまう恐れがあるので封印。
ホグロック
2006年に開発した、エルボーではなく足を喉元に置いて落とす変形ファイナル・カット。

### その他得意技
ハンマー・ブロー
前屈みになっている相手の背面へ上方からパンチを振り下ろす。
チョップ・スマッシュ
コーナーポストに追い詰めて相手の胸めがけて振りぬく。威力もさることながら、格段にいい音がする為、ベビー時代には技を放つ前に客席に向かい「シーッ」と静かにする様アピールしてから放っていた。
スピアー
フィニッシャーだった時期もある。
リバーススプラッシュ
返される事が非常に多かったことも。
ビッグブート
サイドキックで放つ事も多い。
アリウープ
パワーボムの体勢から、後ろに倒れこんで相手を顔面から叩き付ける。
ヘッドバット
スーパーキック
ショルダー・タックル

## 入場曲
- The Big Show - 現在使用中
- Crank It Up（Brand New Sin）
- Big

## エピソード
- とてつもない巨体を誇り、割と怖がられることも多い彼だが、その性格はとても優しく、とにかく泣き虫なため、ファンからはとても可愛がられている。
- そのキャリアにおいて複数回リングを破壊している（全壊は3回、穴をあけたことは複数回）。
- 既婚者である。
- 巨体の持ち主だが、動きは身軽で運動神経とレスニングテクニックが優れており、若い頃はドロップキックやムーンサルトプレスを披露しており現在もできるとのこと。
- 尊敬する人物としてアンドレ・ザ・ジャイアントとリック・フレアーを挙げている。リック・フレアーの引退セレモニーではバックステージで涙を流しながらフレアーに感謝の言葉を述べた。
- 俳優業もこなしドラマ、映画にも出演している。イメージとして「大きくて見た目は強そうだが、どこか間抜けで憎めない」としてコメディを担当していることが多い。
- 以前は長髪であったが、ショートカットを経て、現在はスキンヘッド。これは頭頂部が禿げてきてしまったためと思われる（ショートカット時代の映像で確認できる）。ただし、最初にスキンヘッドになったのはカート・アングルにより麻酔を撃たれて気絶した際に刈られてのこと。

## タイトル歴
WCW
- WCW世界ヘビー級王座 : 2回

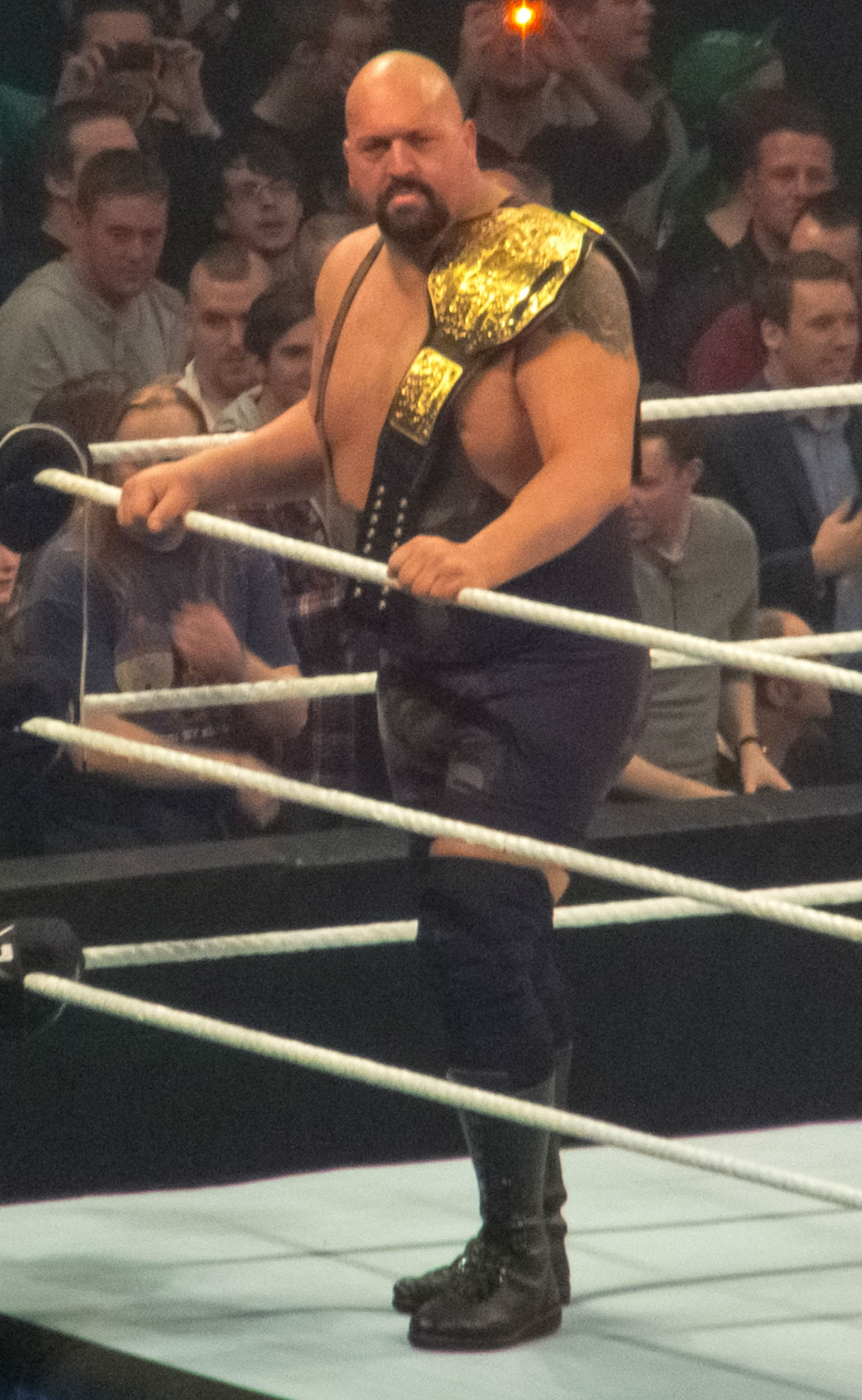
WWE世界ヘビー級王座

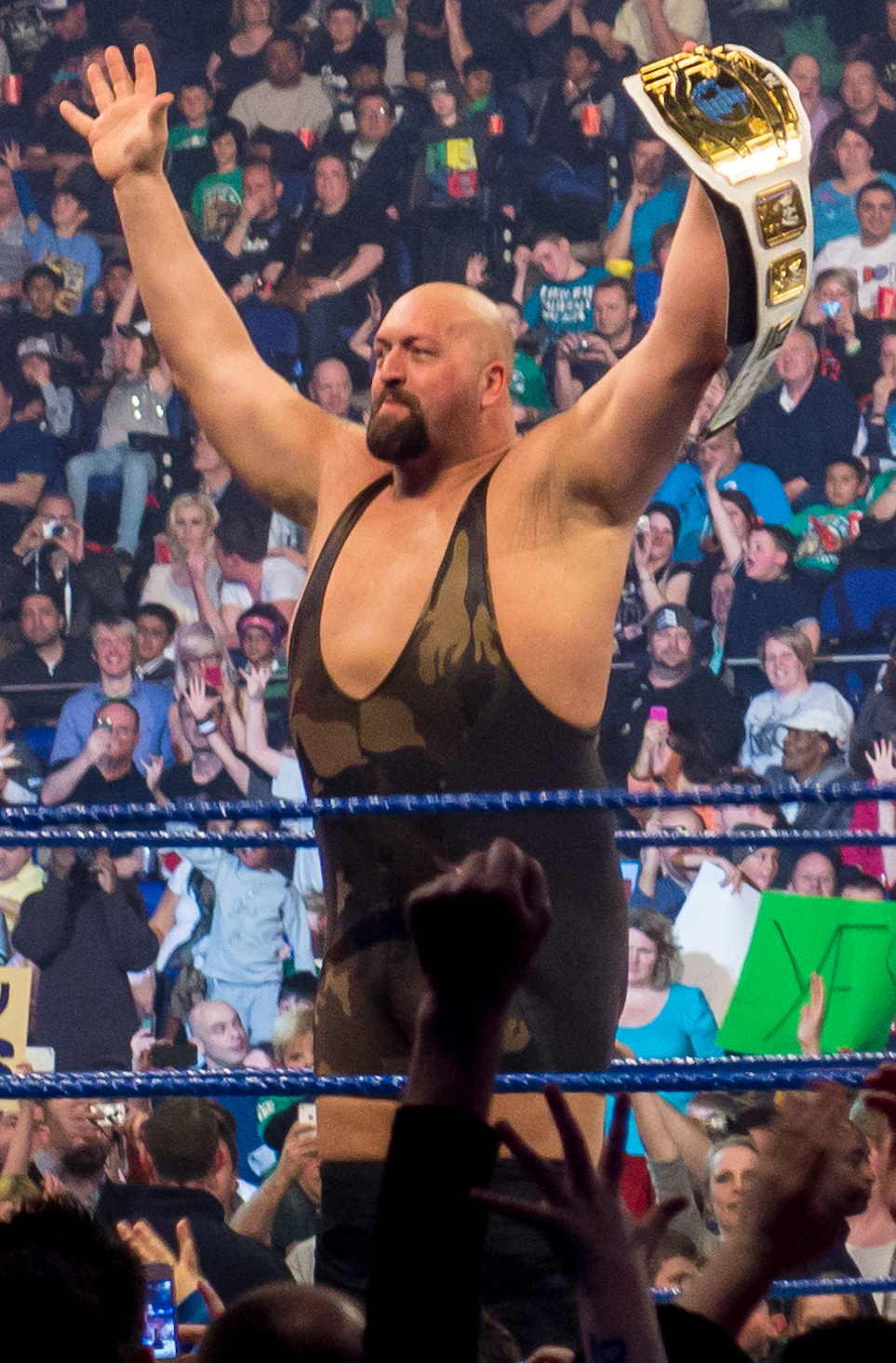
WWE IC王座

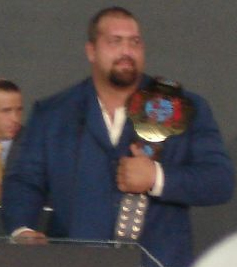
ECW世界ヘビー級王座

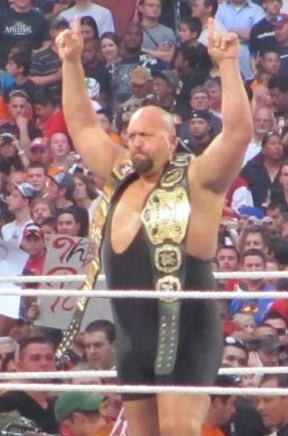
WWE世界タッグ王座

- WCW世界タッグ王座: 3回（w / スコット・ホール、スティング、レックス・ルガー）

WWF / WWE
- 世界ヘビー級王座 : 2回
- WWE世界ヘビー級王座 : 2回
- ECW世界ヘビー級王座 : 1回
- WWE US王座 : 1回
- WWE IC王座 : 1回
- WWE・ハードコア王座 : 3回
- WWE世界タッグ王座 : 5回（w / ジ・アンダーテイカー×2、w / ケイン、クリス・ジェリコ、ザ・ミズ）
- WWEタッグ王座 : 3回（w /クリス・ジェリコ、ザ・ミズ、ケイン）
- アンドレ・ザ・ジャイアント・メモリアル・バトルロイヤル 優勝 : 1回（2015年）
- トリプルクラウン達成
- グランドスラム達成

## フィルモグラフィ
- ジングル・オール・ザ・ウェイ Jingle All The Way（1996）
- ウォーターボーイ The Waterboy（1998）
- カウントダウン・トゥ・デス Countdown（2016） 本人役
- ファイティング・ファミリー Fighting with My Family（2019） 本人役
- ビッグ・ショーのファミリー・ショー The Big Show Show（2020） 主演・本人役、テレビシリーズ